# 戰神四號運載火箭
戰神4號（Ares IV）是設計給載人太空飛行使用的高推力發射器，是美國國家航空暨太空總署計畫在太空梭除役後，做為太空探測，包括星座計畫的發射器。

## 說明

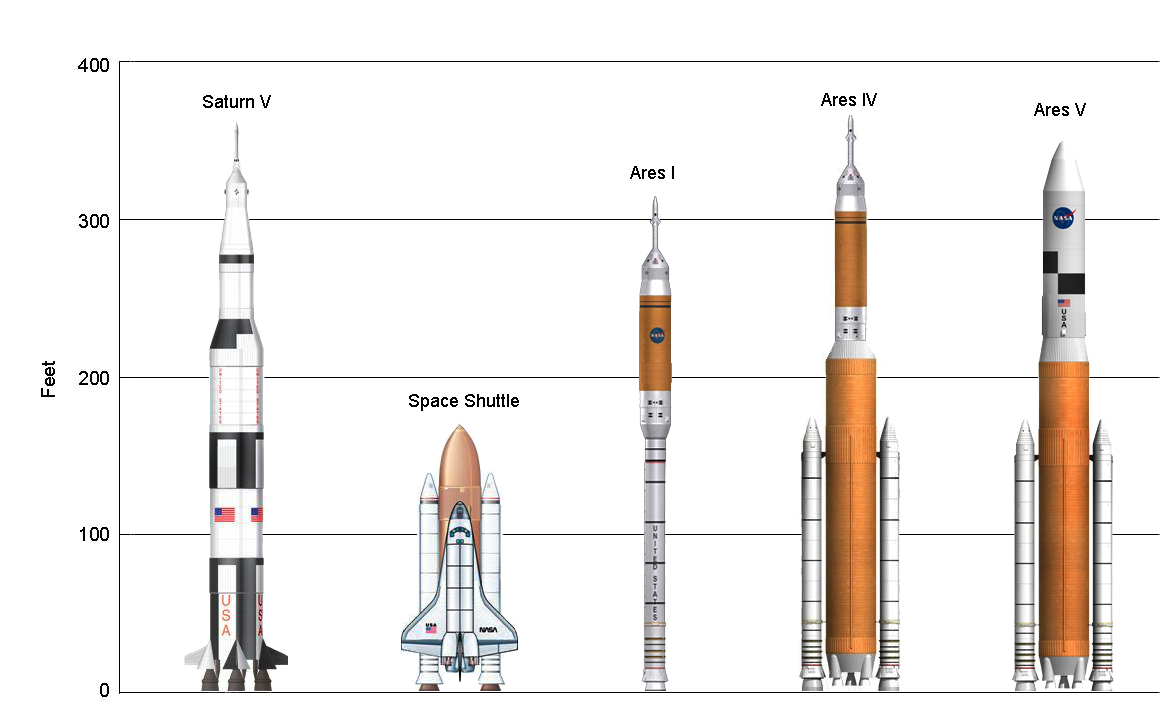
農神五號和太空梭與未來的戰神系列火箭比較。

如同戰神一號和戰神五號的設計，戰神四號將是取代太空梭而發展出來的發射器。美國國家航空暨太空總署在2007年1月宣布這型火箭的尺寸是113米（371英尺），第一節將使用與戰神五號相同的高推力液態燃料火箭，及兩隻各有五個環節的固體火箭助推器，而最上面一節使用與戰神一號相同的高推力液態燃料火箭。可以將總重量41,100（90,610磅）的酬載送到240英里（386）的高度，以直接轉換至前往月球的軌道。

## 設計規範
在2007年1月底，美國國家航空暨太空總署定位戰神四號是在太空人前往月球之前，先進行獵戶座太空船的測試，和評估以高速返回的獵戶座囊艙重返大氣層的輪廓。
在戰神五號發射前，戰神四號扮演非常重要的角色，因為它可以運送月球着陆器(Lunar Surface Access Module,LSAM)或獵戶座載人太空船(Orion Crew Exploration Vehicle,CEV)進入正確軌道，經過兩次戰神四號發射，兩臺太空船將會會合。可比對戰神一號及戰神五號的登月計畫，先檢查出缺失之處。而且載人太空船如果發生故障，可發射另一臺載人太空船至月球，暫時將登月小艇當作救生艇，並將獵戶座太空船丟在月球上，不讓阿波羅13號事件重演。
戰神四號也可不用兩台固体火箭助推器即可發射獵戶座太空船近入低地球軌道，而且較戰神一號節省經費，就如同農神二號及農神 INT-20相同，只可惜被太空梭取代，沒有製造出來，而太空梭也將被戰神系列火箭取代。

## 影視介紹
- ，一部2015年美國科幻片中有提及。